# ニューヨーク医科大学
ニューヨーク医科大学（-いかだいがく、New York Medical College）は、アメリカ合衆国ニューヨーク州のウエストチェスター郡にあるメディカルスクールである。
1860年創立。アメリカで最も古い医科大学の一つ。